# Touraco de Hartlaub
Tauraco hartlaubi
Espèce
Statut de conservation UICN

 LC  : Préoccupation mineure
Statut CITES
Le Touraco de Hartlaub (Tauraco hartlaubi) est une espèce d'oiseau de la famille des Musophagidae.

## Répartition
Cet oiseau vit au Kenya et régions avoisinantes d'Ouganda et de Tanzanie.

## Description
Cette espèce mesure environ 41 cm de longueur.